# كلير ليك (إنديانا)
كلير ليك (بالإنجليزية: Clear Lake, Indiana)‏ هي بلدة أمريكية تقع في الولايات المتحدة في مقاطعة ستوبين (إنديانا). يقدر عدد سكانها بـ 339 نسمة ومساحتها 6.16 كم2 وترتفع عن سطح البحر 319 متر.

## التركيبة السكانية
قام مكتب تعداد الولايات المتحدة بتحديد بيانات التركيبة السكانية لكلير ليك في تعداد الولايات المتحدة. في ما يلي، التركيبة السكانية حسب تعدادي 2000 و2010.

### تعداد عام 2000
بلغ عدد سكان كلير ليك 244 نسمة بحسب تعداد عام 2000، وبلغ عدد الأسر 113 أسرة وعدد العائلات 87 عائلة مقيمة في البلدة. في حين سجلت الكثافة السكانية 233.4 نسمة لكل ميل مربع (90.1/كم2). وبلغ عدد الوحدات السكنية 506 وحدة بمتوسط كثافة قدره 484.1 نسمة لكل ميل مربع (186.9/كم2).
وتوزع التركيب العرقي للبلدة بنسبة 98.77% من البيض و 0.41% من الأمريكيين ذوي الأصول الآسيوية و 0.82% من عرقين مختلطين أو أكثر.
بلغ عدد الأسر 113 أسرة كانت نسبة 23.9% منها لديها أطفال تحت سن الثامنة عشر تعيش معهم، وبلغت نسبة الأزواج القاطنين مع بعضهم البعض 67.3% من أصل المجموع الكلي للأسر، ونسبة 8.0% من الأسر كان لديها معيلات من الإناث دون وجود شريك، وكانت نسبة 23.0% من غير العائلات. تألفت نسبة 22.1% من أصل جميع الأسر من أفراد ونسبة 11.5% كانوا يعيش معهم شخص وحيد يبلغ من العمر 65 عاماً فما فوق. وبلغ متوسط حجم الأسرة المعيشية 2.47، أما متوسط حجم العائلات فبلغ 2.16.
بلغ العمر الوسطي للسكان 50 عاماً. وكانت نسبة 17.2% من القاطنين تحت سن الثامنة عشر، وكانت نسبة 3.3% بين الثامنة عشر والأربعة وعشرون عاماً، ونسبة 19.3% كانت واقعةً في الفئة العمرية ما بين الخامسة والعشرون حتى والأربعة وأربعون عاماً، ونسبة 37.7% كانت ما بين الخامسة والأربعون حتى الرابعة والستون، ونسبة 22.5% كانت ضمن فئة الخامسة والستون عاماً فما فوق. يوجد لكل 100 أنثى 103.3 ذكر، ويوجد لكل 100 أنثى في الثامنة عشر من عمرها فما فوق 98.0 ذكر.
بلغ متوسط دخل الأسرة في البلدة 49,250 دولار، أما متوسط دخل العائلة فبلغ 50,096 دولار. وكان متوسط دخل الذكور 30,417 دولار مقابل 27,125 دولار للإناث. وسجل دخل الفرد الخاص بالبلدة 23,092 دولار. وكانت نسبة 4.2% من العائلات ونسبة 4.4% من السكان تحت خط الفقر، ولا أحد منهم تحت سن الثامنة عشر ونسبة 6.9% في الخامسة والستين من العمر وما فوق.

### تعداد عام 2010
بلغ عدد سكان كلير ليك 339 نسمة بحسب تعداد عام 2010، وبلغ عدد الأسر 169 أسرة وعدد العائلات 115 عائلة مقيمة في البلدة. في حين سجلت الكثافة السكانية 326.0 نسمة لكل ميل مربع (125.9/كم2). وبلغ عدد الوحدات السكنية 614 وحدة بمتوسط كثافة قدره 590.4 لكل ميل مربع (228.0/كم2).
وتوزع التركيب العرقي للبلدة بنسبة 98.8% من البيض و 0.9% من الأمريكيين ذوي الأصول الآسيوية و 0.3% من عرقين مختلطين أو أكثر.
بلغ عدد الأسر 169 أسرة كانت نسبة 9.5% منها لديها أطفال تحت سن الثامنة عشر تعيش معهم، وبلغت نسبة الأزواج القاطنين مع بعضهم البعض 65.7% من أصل المجموع الكلي للأسر، ونسبة 0.6% من الأسر كان لديها معيلات من الإناث دون وجود شريك، بينما كانت نسبة 1.8% من الأسر لديها معيلون من الذكور دون وجود شريكة وكانت نسبة 32.0% من غير العائلات. تألفت نسبة 28.4% من أصل جميع الأسر من أفراد ونسبة 18.4% كانوا يعيش معهم شخص وحيد يبلغ من العمر 65 عاماً فما فوق. وبلغ متوسط حجم الأسرة المعيشية 2.43، أما متوسط حجم العائلات فبلغ 2.01.
بلغ العمر الوسطي للسكان 58.9 عاماً. وكانت نسبة 9.1% من القاطنين تحت سن الثامنة عشر، وكانت نسبة 3.8% بين الثامنة عشر والأربعة وعشرون عاماً، ونسبة 11.7% كانت واقعةً في الفئة العمرية ما بين الخامسة والعشرون حتى والأربعة وأربعون عاماً، ونسبة 38.6% كانت ما بين الخامسة والأربعون حتى الرابعة والستون، ونسبة 36.6% كانت ضمن فئة الخامسة والستون عاماً فما فوق. وتوزع التركيب الجنسي للسكان بنسبة 51.3% ذكور و48.7% إناث.